# Portillo el Cacalote
Portillo el Cacalote är en ort i Mexiko.   Den ligger i kommunen San Miguel Suchixtepec och delstaten Oaxaca, i den sydöstra delen av landet, 500 km sydost om huvudstaden Mexico City. Portillo el Cacalote ligger 2 373 meter över havet och antalet invånare är 172.
Terrängen runt Portillo el Cacalote är bergig söderut, men norrut är den kuperad. Runt Portillo el Cacalote är det ganska tätbefolkat, med 52 invånare per kvadratkilometer. Närmaste större samhälle är Los Naranjos Esquipulas, 9,8 km söder om Portillo el Cacalote. I omgivningarna runt Portillo el Cacalote växer i huvudsak städsegrön lövskog.